# Môi giới tự doanh
Môi giới tự doanh (Broker-dealer) trong lĩnh vực tài chính là một cá nhân, công ty luật hoặc tổ chức khác tham gia vào hoạt động kinh doanh chứng khoán cho tài khoản của chính mình (tự doanh chứng khoán) hoặc nhận ủy quyền, ủy thác thay mặt cho khách hàng thực hiện các hoạt động kinh doanh. Các nhà môi giới-đại lý/môi giới tự doanh là tâm điểm của quá trình giao dịch chứng khoán và giao dịch trên thị trường phái sinh. Hoạt động này đôi khi được dịch là "nhà môi giới - kinh doanh" hoặc "công ty môi giới - tự doanh". Mặc dù nhiều công ty môi giới tự doanh là các công ty "độc lập" chỉ tham gia vào các dịch vụ môi giới-đại lý, nhiều công ty khác là các đơn vị kinh doanh hoặc công ty con của ngân hàng thương mại, ngân hàng đầu tư hoặc công ty đầu tư.

## Hoạt động
Khi thực hiện các lệnh giao dịch thay mặt cho khách hàng, tổ chức được gọi là hoạt động như một hoạt động môi giới (broker). Khi thực hiện các giao dịch cho tài khoản của chính mình, tổ chức được gọi là hoạt động như một nhà môi giới (dealer). Với tư cách là nhà môi giới (Broker) thì Công ty thực hiện việc mua và bán chứng khoán thay mặt cho khách hàng của mình. Ở vai trò này, họ là một bên trung gian, không đứng tên trên tài sản mà chỉ thực thi lệnh và hưởng một khoản phí hoa hồng (commission). Với tư cách là nhà tự doanh (Dealer) thì Công ty thực hiện việc mua và bán chứng khoán cho chính tài khoản của mình (nghiệp vụ tự doanh). Ở vai trò này, họ hành động như một bên chính trong giao dịch, trực tiếp mua và bán với các nhà đầu tư hoặc các nhà tự doanh khác và thu lợi nhuận từ chênh lệch giá (spread). Ở Việt Nam, pháp luật Việt Nam định danh các chủ thể thực hiện các nghiệp vụ này là công ty chứng khoán và quy định các nghiệp vụ được phép thực hiện, bao gồm nghiệp vụ môi giới chứng khoán (Broker) và nghiệp vụ tự doanh chứng khoán (Dealer). 
Chứng khoán được mua từ khách hàng hoặc các công ty khác với tư cách là nhà môi giới có thể được bán cho khách hàng hoặc các công ty khác hoạt động lại với tư cách là nhà môi giới, hoặc chúng có thể trở thành một phần trong danh mục đầu tư của công ty. Ngoài việc thực hiện các giao dịch chứng khoán, các công ty môi giới-đại lý còn là người bán và phân phối chính cổ phiếu quỹ tương hỗ. Sau khi công bố giá, bên giao dịch phải công bố các điều kiện cần thiết khác của hợp đồng mua bán chứng khoán gồm số lượng chứng khoán tối thiểu và tối đa được mua và/hoặc bán, cũng như thời hạn hiệu lực của giá công bố. Các bên giao dịch thực hiện tất cả các chức năng của một nhà môi giới chứng khoán bao gồm tư vấn tài chính. Họ tổ chức và hỗ trợ doanh thu (thanh khoản) hoặc tạo lập thị trường (công bố giá, nghĩa vụ bán và mua chứng khoán theo giá công bố, công bố số lượng chứng khoán tối thiểu và tối đa có thể mua/bán theo giá công bố, thực hiện các khoảng thời gian khi giá công bố có sẵn. Các bên giao dịch là các tổ chức tài chính lớn bán chứng khoán cho người dùng cuối và sau đó phòng ngừa rủi ro của họ bằng cách tham gia vào thị trường liên đại lý. Các bên liên đại lý tạo điều kiện thuận lợi cho việc tìm hiểu giá và thực hiện giữa các bên giao dịch.

## Các tổ chức
Một số tổ chức chuyên nghiệp và có danh tiếng trong lĩnh vực môi giới tự doanh có thể kể đến là:
- Bank of America Merrill Lynch (BofA Securities) của Ngân hàng Mỹ
- Barclays
- BNP Paribas
- Citigroup
- Credit Suisse
- Deutsche Bank (Ngân hàng Đức)
- Goldman Sachs
- HSBC
- JPMorgan Chase
- Morgan Stanley
- Nomura
- Commerzbank AG
- Societe Generale (SG của Pháp)
- The Royal Bank of Scotland (Ngân hàng Hoàng gia Scotland)
- UBS
- Wells Fargo
- Bank of New York Mellon